# Emir Smajic
Emir Smajic (sinh ngày 3 tháng 2 năm 1989) là một cầu thủ bóng đá người Thụy Điển-Bosnia hiện tại thi đấu cho Västerås SK ở vị trí tiền đạo.

## Thống kê sự nghiệp
| Câu lạc bộ          | Mùa giải            | Hạng đấu            | Giải vô địch | Giải vô địch | Cúp bóng đá Thụy Điển | Cúp bóng đá Thụy Điển | Tổng cộng | Tổng cộng |
| Câu lạc bộ          | Mùa giải            | Hạng đấu            | Số trận      | Bàn thắng    | Số trận               | Bàn thắng             | Số trận   | Bàn thắng |
| ------------------- | ------------------- | ------------------- | ------------ | ------------ | --------------------- | --------------------- | --------- | --------- |
| IK Sirius           | 2010                | Hạng đấu 1          | 2            | 0            | 0                     | 0                     | 2         | 0         |
| IK Sirius           | 2011                | Hạng đấu 1          | 19           | 5            | 1                     | 0                     | 20        | 5         |
| Västerås SK         | 2012                | Hạng đấu 1          | 12           | 9            | 0                     | 0                     | 12        | 9         |
| Östersunds FK       | 2012                | Hạng đấu 1          | 11           | 8            | 1                     | 0                     | 12        | 8         |
| Östersunds FK       | 2013                | Superettan          | 1            | 0            | 0                     | 0                     | 1         | 0         |
| Östersunds FK       | 2014                | Superettan          | 16           | 7            | 2                     | 1                     | 18        | 8         |
| Östersunds FK       | 2015                | Superettan          | 14           | 1            | 0                     | 0                     | 14        | 1         |
| Östersunds FK       | 2016                | Allsvenskan         | 9            | 1            | 2                     | 0                     | 11        | 1         |
| Tổng cộng sự nghiệp | Tổng cộng sự nghiệp | Tổng cộng sự nghiệp | 88           | 35           | 6                     | 1                     | 91        | 36        |